# Sárhida
Sárhida là một thị trấn thuộc hạt Zala, Hungary. Thị trấn này có diện tích 5,09 km², dân số năm 2010 là 806 người, mật độ 158 người/km².